# Simona Abbate
Simona Abbate, född 22 augusti 1983 i Fondi, är en italiensk vattenpolospelare (försvarare) som spelar för Rapallo Pallanuoto. Hon ingick i Italiens damlandslag i vattenpolo vid olympiska sommarspelen 2012.
Abbate gjorde fem mål i den olympiska vattenpoloturneringen 2012 i London där Italien kom på sjunde plats. Vid den tidpunkten var hennes klubblag Pro Recco.
Abbate tog EM-guld år 2012 i Eindhoven och ingick i laget som kom på fjärde plats i VM 2011 i Shanghai.